# Futins
Futins é um esporte que combina futebol de salão e patinação. É praticado em quadras de hockey, sendo cada equipe formada por um goleiro e quatro jogadores de linha. A palavra “Futins” teve origem nas palavras portuguesas futebol e Patines, que significa futebol e patins. O Futins ou Patinação no Futebol, é uma modalidade esportiva que requer muita habilidade dos jogadores, pois é necessário ter o controle da bola, uma patinação ágil com manobras pela quadra, bastante equilíbrio, estratégia, drible, passe, emoção e muita diversão. Também é conhecido como RollerSoccer, RollerFoot e Football Skating. O padrão é composto por camisa, calção, meião e patins. A bola utilizada é de 4,5, a FIFS produzirá a nova bola padrão para este esporte. O uso de acessórios de segurança é obrigatório para todos os atletas. 

## História[2]

#### Mundo
A primeira partida documentada do esporte, entre os rivais locais Derby e Burton, foi em 30 de janeiro de 1882 no distrito de Midlans, no Reino Unido. No ano de 1934, foi divulgado o primeiro vídeo do esporte em Londres, Reino Unido. O vídeo foi para um artigo no Pathe News. Em 1949, mais de uma década depois, a Bilboard relatou que o esporte tinha sido revivido em Detroit.  Depois disso o esporte só foi ressurgir em 1995 em São Francisco, quando um grupo de amigos começou a jogar a princípio com uma pinha. Em 2003, houve a primeira Copa do Mundo de RollerSoccer sediada na capital inglesa entre os rivais Holanda e a velha Alemanha.

#### Brasil
No Brasil, nasceu a ideia do Futinssport no ano de 1996 em Pernambuco, pelo Servidor Público Almir Falcão ao observar os seus filhos brincando. Eles estavam atirando e jogando a bola com seus patins, ao observar a brincadeira Almir achou que poderia adaptar a ideia em uma quadra de futsal. Por isso, que Pernambuco é considerado o "berço” deste esporte, pois foi onde tudo começou, e só depois foi se disseminando pelo Brasil, surgindo novas equipes no Rio Grande do Sul, São Paulo e Ceará. 
Em 2011 aconteceu o primeiro Campeonato Mundial de Futins em Recife-PE. O Campeonato foi realizado no Sesc de Santo Amaro, e as equipes que participaram foram os três times pernambucanos: Recife Clube, o Forte Futins e a Equipe de hóquei do Sport, contra três times estrangeiros: RollerSoccer, Originators e Armscas Marseille, dos Estados Unidos e França, respectivamente.  

#### Federação Internacional de Patinação de Futebol - FIFS
A FIFS tem como objetivo promover a prática da Patinação no Futebol através da construção de comunidades, eventos competitivos e não competitivos locais e mundiais, iniciativas de caridade para comunidades carentes de patinação no futebol e a criação de Órgãos Diretores Nacionais de Patinação no Futebol afiliados em países ao redor do mundo. Além disso, a FIFS está comprometida com a parceria com escolas, universidades, clubes esportivos, organizações com necessidades especiais, etc. A FIFS terá Federações Continentais em todo o mundo, pelo menos 100 federações nacionais (NF) ativas e um grupo diversificado de líderes globais que compartilham nossa visão de inclusão e igualdade, independentemente de raça, gênero, religião ou orientação sexual.

## Regras[5]
As regras básicas do Futins são a proibição de dar carrinho; goleiro usa somente os pés e corpo, sendo proibido o toque com a mão; os jogos são in-door; as faltas são cobradas por tiro direto e o atleta não joga se estiver caído.

#### Número de jogadores
Cada equipe deve ser composta por mulheres e homens, não podendo ter mais do que 70% da equipe de um único gênero e tem que ter no mínimo 5 jogadores e no máximo 10. Cada partida é composta por cinco 5 titulares e 5 reservas sem limite de substituição. Ou seja, todos os jogadores poderão participar do jogo. A numeração da camisa de cada jogador deve ser de 1 – 15 e 20 (1, 2, 3, 4, 5, 6, 7, 8, 9, 10, 11, 12, 13, 14, 15 e 20).

#### O goleiro
Ele pode segurar a bola com as mãos por apenas 3 segundos. Após os 3 segundos será indicado falta e a partida deve continuar de onde foi marcada a retenção da bola.

#### Patins
Os atletas devem utilizar o modelo de patins em linha ou sem intervalos.

#### Idades
A modalidade é dividida em menores de 10 anos; menores de 14 anos; menores de 17 anos e acima de 17 anos.

#### Bola
A bola deve ser esférica, feita de couro ou couro sintético com uma superfície lisa. O tamanho da bola tem que ser a oficial que será produzida pela FIFS.

#### Área de jogo
O Futins pode ser jogado em instalações internas e externas.

#### Quadra
O comprimento de 40 por 20 metros de largura ou 30 de comprimento por 15 metros de largura. A quadra deve ter uma superfície antirreflexo e com uma superfície sólida.  

#### Acessórios
Patins em linha ou sem intervalos, ShinGuard, Joelheiras macias, Jersey da equipe, Camisa especial do goleiro, Luvas de goleiro, Capacete de goleiro. Todos os acessórios devem ser utilizados para a segurança do atleta. 

## Equipamentos
- Capacetes;
- Joelheiras;
- Bola de futebol de campo nº 4,5;
- Patins;
- Calção, meias e camisa.

## Membros[6]
- Brasil;
- América do Norte;
- China;
- Estados Unidos;
- Uganda;
- Uzbekistan;
- Argentina;
- Sri lanka;
- Egito;
- França;
- Sierra Leone;
- Congo;
- Emirados Árabes;
- Indonésia;
- Coreia do Sul;
- Turquia;
- Tanzânia;
- Omã;
- África do sul;
- Irã;
- Índia;
- Paquistão;
- Itália;
- Suíça;
- Senegal;
- Kuwait;
- Eslovênia;
- Benin;
- Saudi Arábia;
- Nigéria;
- Reino Unido;
- Guiné;
- Ruanda;
- Angola;
- Nepal;
- Quênia;
- Malta;
- Filipinas;
- Rússia.